# Государственный совет Турции
Государственный Совет (тур. Danıştay) является высшим административным судом в Турецкой Республике и базируется в Анкаре . Его роль и задачи определены Конституцией Турции в статьях о верховных судах.
В настоящее время в турецком государственном совете насчитывается 15 отделов. В каждом отделе есть по крайней мере 5 членов, включая руководителя отдела. Решения выносятся абсолютным большинством голосов.
Пленарное заседание Государственного совета состоит из 156 членов (председатель, генеральный адвокат, вице-президенты, главы отделов и члены).
Председателем совета является Зеррин Гюнгер.